# Você Sabia?
Você Sabia? é um canal brasileiro de entretenimento e curiosidades do YouTube criado no dia 1 de setembro de 2013 apresentado por Lukas Marques e Daniel Mologni. Atualmente conta com 46 milhões de inscritos e mais de 8 bilhões de visualizações. O canal Você Sabia? apresenta vídeos educativos sobre curiosidades, como vídeos de teorias, mistérios, curiosidades e muito mais. Antigamente, o canal apresentava inúmeros quadros, como "VS10", "Você Sabia Porque", "VSNews" e entre outros. Entre outubro e novembro de 2020, o canal começou a postar vídeos com tema de Halloween, e hoje, o canal tem somente dois quadros, o "VSResponde" e "Você Sabia? Retrô".
Embora educativo, o canal já foi alvo de várias polêmicas e críticas, devido ao fato de alguns de seus vídeos antigos não serem considerados politicamente corretos.
Em 2017, o projeto deu origem ao livro Você Sabia? + de 400 Coisas Que Você Deveria Saber.
Atualmente, o canal Você Sabia?, conta com mais de 45 milhões de inscritos, é o 3º canal com mais inscritos do Brasil e o 62º com mais inscritos do mundo.
Em 31 de dezembro de 2020, Lukas Marques e Daniel Mologni postaram o vídeo "MUITO OBRIGADO POR 2020 e um ÓTIMO 2021 PARA TODOS!!", onde eles dizem que iriam descansar um pouco do YouTube e repostar os vídeos antigos do canal no novo quadro "Você Sabia? Retrô". O primeiro vídeo do quadro foi postado em 12 de janeiro de 2021. Atualmente o canal segue postando seus vídeos normalmente, e alguns dos vídeos com temas já tratados no canal, foram postados em forma de compilado, juntando todos os vídeos do canal relacionados a esse tema em um só.

## Você Sabia GAMES
Em 10 de abril de 2014, os youtubers Lukas Marques e Daniel Mologni criaram um canal secundário chamado de "Você Sabia PLUS", sendo posteriormente alterado para "Você Sabia GAMES", mantendo o identificador do canal, cujo era "@VoceSabiaPlus", com o objetivo de focar em curiosidades de games, porém o canal acabou reunindo assuntos diversos, como vídeos de daily vlogs, gameplays e outros temas. A maioria dos vídeos é voltada a curiosidades e fatos relacionados ao mundo gamer. O canal é atualizado com menos frequência que o canal principal Você Sabia?. O último vídeo do canal secundário até então, foi postado no dia 28 de outubro de 2022, com um tema de Copa do Mundo, foi apresentado por Daniel Mologni e contou com a participação de seu filho, onde ambos completam um álbum de figurinhas da Copa do Mundo 2022, alguns dos vídeos antecessores a esse, foram apresentados por Paulo Balth e Ju Cassini, uma dupla contratada pelos apresentadores originais. [carece de fontes?]

## História
No início, Lukas Marques e Daniel Mologni tinham um blog juntos, chamado Calma, Cara, que reunia notícias do cotidiano. Após o ensino médio Daniel Mologni e Lukas Marques se mudaram, voltando a se encontrar novamente após dois anos em um evento da YouPix. No começo, os vídeos eram gravados à distância e juntados durante a edição (o Lukas morava em Goiânia e o Daniel no Rio de Janeiro). Com o crescimento do canal, a dupla se mudou para São Paulo onde a produção começou a ficar profissionalizada.
Em 2017, o jornal Folha de S.Paulo publicou uma matéria explicando que o canal Você Sabia? tinha recebido 65 mil reais do Ministério da Educação para fazer publicidade da proposta do Novo Ensino Médio, e ainda ressaltou que o canal não tinha dito que seria um conteúdo publicitário. Mais tarde, a Folha publicou outra matéria ressaltando que o youtuber Lukas Marques, havia postado vários posts ofensivos e preconceituosos contra negros, mulheres e gays em sua conta no Twitter em 2014. Devido a forte polêmica, o canal perdeu muitos inscritos e os youtubers suspenderam a postagem de vídeos do canal.

## Prêmios
| Ano  | Prêmio                          | Categoria                   | Resultado | Ref.          |
| ---- | ------------------------------- | --------------------------- | --------- | ------------- |
| 2017 | Meus Prêmios Nick 2017          | Canal favorito de YouTube   | Indicado  | [ 7 ]         |
| 2018 | Meus Prêmios Nick 2018          | Canal favorito de YouTube   | Indicado  | [ 8 ]         |
| 2019 | Meus Prêmios Nick 2019          | Canal favorito de YouTube   | Venceu    | [ 9 ]         |
| 2020 | Prêmio Influenciadores Digitais | Conhecimento e Curiosidades | Indicado  | [ 10 ] [ 11 ] |